# UBV (catàleg estel·lar)
L'acrònim UBV fa referència al catàleg estel·lar a vegades conegut com a Blanco, o també USN o (WPC)(UBV system), aquests darrers acrònims corresponen a un catàleg estel·lar creat per V. M. Blanco, S. Demers, G. G. Douglas i M.P. Fitzgerald, Publicat per l'Observatori Naval dels Estats Units en la seva sèrie segona, nombre 21, 0(1968) és un Catàleg Fotomètric, de les estrelles segons la seva magnitud i color segons els sistemes UBV i UCBV (en anglès: Photoelectric catalogue, magnitudes and colors of stars in the UBV and UCBV systems.)
El Catàleg per Fotometria Fotoelèctrica UBV, o UBV M és el catàleg d'estrelles per brillantor segons el sistema fotomètric UBV, desenvolupat per Johnson. El format de les dades del Catàleg UBV és text pla, després de descomprimir per unzip o gunzip pot ser vist per qualsevol visor de text o pels visors en línia ADC. Arxivat 2008-07-19 a Wayback Machine. Les especificacions per al format de catàleg s'ofereixen als llocs de descàrrega.

## Evolució del Catàleg per Fotometria Fotoelèctrica
La primera edició de 1968 per Blanco, a vegades s'esmenta simplement com a "Catàleg Fotoelèctric" o UBV va ser substituïda per l'edició UBV M de Mermilliod l'any 1987 i ampliada el 1993. Com que el problema de l'extinció atmosfèrica associada amb el sistema fotomètric UBV esdevingué evident, el Catàleg per Fotometria Fotoelèctrica UBV fou desmantellat l'any 2000.